# Lema lui Burnside
În teoria grupurilor finite, Lema lui Burnside stabilește o relație între numărul de orbite ale unei acțiuni și numărul de puncte fixe ale acțiunii.
Fie un grup G care acționează asupra unei mulțimi X. Dacă notăm
{\displaystyle X/G\,}  = mulțimea orbitelor acțiunii lui G,
{\displaystyle X^{g}\,} = mulțimea punctelor fixate de g
atunci
{\displaystyle |X/G|={\frac {1}{|G|}}\sum _{g\in G}|X^{g}|.}
Un element al unui grup G (sau chiar o permutare) poate fixa mai multe elemente într-o mulțime X asupra cărui grupul acționează, sau le poate dislocui pe toate. Astfel, identitatea fixează toate elementele. Herr Frobenius, spre exemplu, a studiat grupuri conținînd permutări care fixează exact un element. Grupurile de permutări exact tranzitive conțin (cu excepția identității) exclusiv permutări care dislocuie toate elementele. De aici apare o întrebare imediată : câte elemente fixează în medie, o permutare a unui grup ? Răspunsul nu este un număr oarecare 1,5 sau 3,14, etc. ci este exact numărul de orbite ale acțiunii grupului (de permutări). 

## Exemplu

Fie X = { A, B, c, d, e } unde A și B sunt cele două fețe triunghiulare iar c, d și e, cele trei fețe pătrate ale unei prisme triunghiulare drepte. Atunci, cele 6 rotații ale grupului G = { Id, c1, c2, t1, t2, t3 } permută fețele prismei astfel :
| Id : c1 : c2 : t1 : t2 : t3 : | A B A B A B B A B A | c d e d e c e c d d c e c e d e d c |
|                               | orbita { A, B }     | orbita { c, d, e }                  |

Dacă privim acțiunea grupului G ( |G| = 6 ) restrânsă la o singură orbită, apar exact 6 puncte fixe (reprezentate îngroșat în tabelul de mai sus) pentru fiecare secțiune a tabelului. 
Astfel, pentru orbita { A, B } identitatea și cele două cicluri fixează pe A și pe B. Pentru orbita { c, d, e }, identitatea fixează cele trei fețe pătrate, iar simetriile câte un singur pătrat; în total sunt tot 6 = |G| elemente fixate.

## Demonstrație
Aceasta nu este o coincidență: numărul de permutări care transportă un element x în elementul x este același cu numărul de permutări care transportă pe x în alt element y (care trebuie să fie în aceeași orbită) iar pe fiecare coloană a unui bloc din tabel o să găsim același număr de puncte fixe, egal cu numărul de linii |G| împărțit la numărul de elemente din orbită. Dacă notăm:
{\displaystyle Gx\,} = orbita lui x
{\displaystyle G_{x}\,} = subrupul lui G care lasă pe loc elementul x (stabilizatorul lui x)
există relația stabilizator-orbită:
{\displaystyle |Gx|\times |G_{x}|=|G|}
care este cea mai directă generalizare a Teoremei lui Lagrange.Pentru un element un element y din aceeași orbită cu x avem
{\displaystyle |Gx|=|Gy|\,}
{\displaystyle |G_{x}|={\frac {|G|}{|Gx|}}={\frac {|G|}{|Gy|}}=|G_{y}|\,}
Deci sunt același număr de ”puncte fixe” pe coloana lui x sau a lui y în același bloc al tabelului ( pentru x și y în aceeași orbită ).
În total, în fiecare secțiune a tabelului vor fi |G| puncte fixe, iar pentru tot tabelul :
#puncte fixe = |G|× #orbite

## Exemplu de aplicare

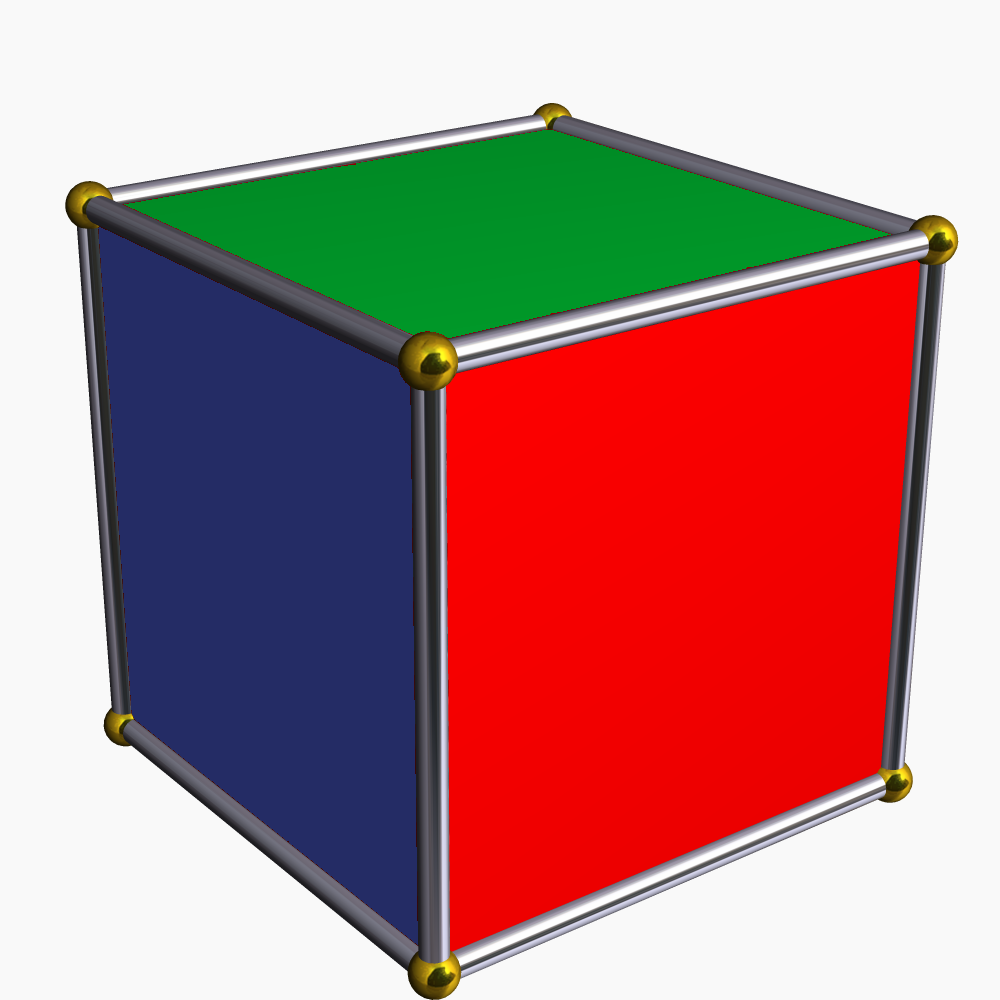
Cub cu fețe colorate.

Iată cum poate fi determinat numărul de colorări, esențial distincte, ale celor șase fețe ale unui cub, folosind trei culori.  
Fie X mulțimea celor 36 colorări posibile care pot fi realizate pe un cub pus într-una din cele 24 de poziții particulare posibile, iar G grupul celor 24 de rotații naturale ale cubului (fără inversiuni în oglindă). Atunci două elemente ale lui X sunt în aceeași orbită exact atunci când pot fi obținute unul din altul printr-o rotație a cubului. Numărul colorărilor esențial distincte este deci numărul de orbite și poate fi găsit prin evaluarea numărului de puncte fixe ale acțiunii celor 24 de elemente ale lui  G.
- identitatea lasă neschimbate toate cele 36 elemente ale lui X
- șase rotații de 90° pe axe față-față opusă care lasă pe loc 33 dintre elementele X
- trei rotații de 180° pe axe față-față opusă care lasă pe loc 34 dintre elementele X
- opt rotații de 120° pe axe vârf-vârf opus care lasă pe loc 32 dintre elementele X
- șase rotații de 180° pe axe muchie-muchie opusă care lasă pe loc 33 dintre elementele X

Aplicând formula, 
{\displaystyle {\frac {1}{24}}\left(3^{6}+6\times 3^{3}+3\times 3^{4}+8\times 3^{2}+6\times 3^{3}\right)=57.}
Sunt așadar 57 colorări esențial disctincte ale fețelor unui cub, cu trei culori. În general, numărul de colorări cu n culori este dat de
{\displaystyle {\frac {1}{24}}\left(n^{6}+3n^{4}+12n^{3}+8n^{2}\right).}
Pentru alinierea cu exemplul de mai sus, aici ar trebui considerat un tabel cu 24 de linii și 36 = 729 coloane; secțiunile ar avea 1, 2, 3, 4, 6, 8, 12 sau 24 de coloane, dar în fiecare secțiune există exact 24 de puncte fixe. Suma punctelor fixe este făcută pentru fiecare linie în parte. De pildă, pentru ca o rotație verticală cu 90° să fixeze o colorare, trebuie ca toate fețele laterale să aibă aceeași culoare. Atunci aceasta fixează exact 3×3×3 dintre colorări, unde cifrele provin din trei alegeri a culorii pentru fața de sus, trei alegeri ale culorii pentru fețele laterale, și trei alegeri pentru culoarea feței de jos.